# Морски чешљеви
Морски чешљеви (Pectinidae) су породица шкољки.

## Карактеристике
Представници ове групе шкољки могу да пливају и то тако што отварањем и затварањем капака своје љуштуре стварају млаз воде. Капци љуштуре су иначе средње величине, мада могу бити знатно велики, са приближно истом дужином и висином. Немају предњи мишић затварач.

## Станиште
Насељавају океане.

## Систематика
- Потпородица: 
  - 
    -  (укључујући Aequipecten muscosus)
    -  Monterosato, 1889 (укључујући  и )

  - 
    -  (укључујући  и )
- Потпородица:
- Потпородица: 
  - 
    - -{Palliolum
    - Placopecten
    - Pseudamussium}-
- ?
  -     - [4]